# Буцаєв В'ячеслав Геннадійович
В'ячесла́в Генна́дійович Буца́єв (рос. Вячеслав Геннадьевич Буцаев; 13 червня 1970, м. Тольятті, СРСР) — радянський і російський хокеїст, центральний нападник. Головний тренер ХК Барис. Заслужений майстер спорту СРСР (1992).

## Біографія
Вихованець хокейної школи «Торпедо» (Тольятті). Виступав за «Торпедо» (Тольятті), ЦСКА (Москва), «Філадельфія Флайєрс», «Герші Берс» (АХЛ), «Сан-Хосе Шаркс», «Канзас-Сіті Блейдс» (ІХЛ), «Анагайм Дакс», «Балтимор Бендітс» (АХЛ), «Фер'єстад» (Карлстад), ХК «Седертельє», «Форт-Вейн Кометс» (ІХЛ), «Оттава Сенаторс», «Флорида Пантерс», «Тампа-Бей Лайтнінг», «Гранд-Репідс Гріффінс» (ІХЛ), «Локомотив» (Ярославль), «Сєвєрсталь» (Череповець), ХК МВД/ТХК (Твер), ХК «Дмитров».
В чемпіонатах СРСР провів 228 матчів (62 голи, 37 передач). У чемпіонатах Росії — 246 матчів (54 голи, 73 передачі). В чемпіонатах НХЛ — 132 матчі (17 голів, 26 передач). В чемпіонатах АХЛ — 86 матчів (31 гол, 52 передачі). У чемпіонатах Швеції провів 40 матчів (6 голів, 7 передач), у плей-оф 8 матчів (3 голи, 4 передачі).
У складі національної збірної СРСР/Росії учасник зимових Олімпійських ігор 1992, учасник чемпіонатів світу 1991, 1992, 1993, 1997, 2002 і 2004. У складі молодіжної збірної СРСР учасник чемпіонату світу 1990.
Брат: Юрій Буцаєв.

## Досягнення
- Олімпійський чемпіон (1992).
- Чемпіон світу (1993), срібний призер (2002), бронзовий призер (1991).
- Чемпіон Росії (2002, 2003).
- Чемпіон Швеції (1997).
- Срібний призер молодіжного чемпіонату світу (1990).

## Тренерська кар'єра
- Головний тренер «Червона Армія» (Москва): червень 2010 — грудень 2010 (МХЛ).
- Помічник головного тренера ЦСКА (Москва): з грудня 2010 (КХЛ).
- Головний тренер ЦСКА (Москва): лютий — травень 2012, грудень 2012 — червень 2013.

Досягнення (як тренера)
- Володар Кубка Харламова (2011).